# Juan González de Mendoza
Juan González de Mendoza, OSA (ur. 1545, zm. 14 lutego 1618) – hiszpański augustianin, biskup Lipari, Chiapas i Popayán, historyk. Autor pierwszej w Europie kompleksowej pracy poświęconej Chinom.
W 1576 wyruszył wraz z dwoma towarzyszami w poselstwie wysłanym przez króla Filipa II na dwór chiński. Z powodu wielu niesprzyjających okoliczności, m.in. katastrof morskich, poselstwo ostatecznie utknęło w Meksyku i po ośmiu latach wróciło do Hiszpanii, nie osiągając nigdy celu podróży.
Mendoza, mimo że nigdy nie postawił stopy na chińskiej ziemi, w czasie podróży przestudiował różne portugalskie i hiszpańskie relacje z tego kraju, m.in. Portugalczyka Gaspara da Cruz i Hiszpana Martina da Rada. Po powrocie do Hiszpanii Mendoza na podstawie zdobytej podczas lektury wiedzy napisał pracę Historia de las cosas más notables, ritos y costumbres del gran reyno de la China, wydaną w 1585 roku. Dzieło to, będące pierwszym szczegółowym przewodnikiem po Chinach, szybko zdobyło sobie popularność w ówczesnej Europie. Przełożono je na języki portugalski, francuski, włoski i angielski.